# Lijst van voetbalinterlands Amerikaans-Samoa - Cookeilanden (vrouwen)
Deze lijst van voetbalinterlands is een overzicht van alle officiële voetbalinterlands tussen de nationale vrouwenteams van Amerikaans-Samoa en Cookeilanden. De landen hebben tot nu toe twee keer tegen elkaar gespeeld.

## Wedstrijden
| № | Plaats  | Datum            | Competitie                          | Wedstrijd                       | Uitslag |
| - | ------- | ---------------- | ----------------------------------- | ------------------------------- | ------- |
| 1 | Apia    | 28 augustus 2007 | Olympische Spelen 2008 kwalificatie | Amerikaans-Samoa − Cookeilanden | 1 − 1   |
| 2 | Honiara | 23 november 2023 | Pacifische Spelen 2023              | Cookeilanden − Amerikaans-Samoa | 3 − 0   |

## Samenvatting
| Competitie                     | Totaal gespeeld | Winst Amerikaans-Samoa | Gelijk | Winst Cookeilanden | Doelsaldo Amerikaans-Samoa – Cookeilanden |
| ------------------------------ | --------------- | ---------------------- | ------ | ------------------ | ----------------------------------------- |
| Olympische Spelen kwalificatie | 1               | 0                      | 1      | 0                  | 1 − 1                                     |
| Pacifische Spelen              | 1               | 0                      | 0      | 1                  | 0 − 3                                     |
| Totaal                         | 2               | 0                      | 1      | 1                  | 1 − 4                                     |